# Kaltes Blut – Auf den Spuren von Truman Capote
Kaltes Blut – Auf den Spuren von Truman Capote (Infamous) ist ein US-amerikanisches Filmdrama von Douglas McGrath aus dem Jahr 2006. Es thematisiert das Leben des Schriftstellers Truman Capote und beruht auf der Biografie Truman Capote: In Which Various Friends, Enemies, Acquaintances and Detractors Recall His Turbulent Career von George Plimpton. In Deutschland gelangte der Film nie in die Kinos. Er wurde am 21. Dezember 2007 direkt auf DVD veröffentlicht.

## Handlung
Truman Capote reist im November 1959 gemeinsam mit seiner Freundin Harper Lee in das Städtchen Holcomb in Kansas, um dort über den kaltblütigen Mord an dem Farmer Herbert W. Clutter und seiner Familie zu recherchieren. Zunächst findet Capote niemanden, der überhaupt mit ihm reden möchte. Erst nachdem er bei einem Essen mit Alvin Dewey und seiner Frau von seinen Erlebnissen in der New Yorker Society erzählt, bekommt er eine Einladung nach der anderen. Langsam gewinnt Capote Einblicke in die Vorfälle um den Mord. Es gelingt ihm sogar, eine Genehmigung zu erhalten, sich mit dem Haupttäter Perry Smith sowie dessen Mittäter Dick Hickock im Gefängnis unterhalten zu dürfen. Was als kurzer Abstecher geplant war, entwickelt sich mehr und mehr zu einem langen Prozess, in dessen Verlauf er sich sogar zeitweise mit seiner Freundin Harper Lee überwirft. Immer mehr entwickelt Capote eine ganz besondere Beziehung zu Perry Smith. Als Smith erfährt, dass er die Tat in einem Roman mit dem Titel Kaltblütig verarbeiten will, greift er Capote in seiner Zelle tätlich an. Nachdem Capote ihm erklärt, dass es trotz des Titels vor allem um die Hintergründe zu diesem Mord gehen soll, lässt sich Smith auf weitere Gespräche ein. 
Am 14. April 1965 werden Smith und Hickock im Lansing Correctional Facility in Lansing hingerichtet. Truman Capote ist bei der Hinrichtung anwesend. Zunächst wird Hickock gehängt, doch es dauert sehr lange, bis er tot ist. Als Smith gehängt wird, verlässt Capote entsetzt und erschüttert die Hinrichtungsstätte. Sein Roman Kaltblütig wird ein Bestseller, doch nach dessen Veröffentlichung ist Capote ausgebrannt. Capote erhält eine Kiste, die den Nachlass von Smith enthält. Darin befindet sich unter anderem eine Gitarre und viele Zeichnungen. Zwischen einigen Kinderzeichnungen findet Truman Capote auch eine Zeichnung, die ihn zeigt.

## Kritiken
Paul Fischer lobte auf moviehole.net die Stilistik der Bilder, die Darstellung von Sandra Bullock sowie einige Nebendarsteller wie Daniel Craig, Jeff Daniels und Gwyneth Paltrow.
Kirk Honeycutt verglich den Film im Hollywood Reporter mit Capote. Der englische Theaterschauspieler Toby Jones wirke wie der echte Truman Capote.

## Hintergrund
Die Dreharbeiten fanden in New York City und in Texas am Anfang des Jahres 2005 statt. Die Produktionskosten betrugen schätzungsweise 13 Millionen US-Dollar.
Die Weltpremiere des Films erfolgte am 31. August 2006 auf den Internationalen Filmfestspielen von Venedig. Die Premiere in den USA erfolgte am 2. September 2006 auf dem Telluride Film Festival.
Der Film wurde bisher unter anderem im Rahmen der Lesbisch Schwulen Filmtage in Hamburg gezeigt.

## Auszeichnungen
- Toby Jones gewann den London Critics’ Circle Film Award für den besten britischen Darsteller des Jahres sowie den Preis für den besten Hauptdarsteller beim Ibiza International Film Festival.
- Daniel Craig war für den Preis des besten Nebendarstellers beim Independent Spirit Award nominiert.